# Anne-Aymone Giscard d'Estaing
Anne-Aymone Giscard d'Estaing, (nata Anne-Aymone Marie Josèphe Christiane Sauvage de Brantes) (Parigi, 10 aprile 1933), è la moglie dell'ex presidente della Francia Valéry Giscard d'Estaing il cui mandato è durato dal 27 maggio 1974 al 21 maggio 1981.

## Biografia
Anne-Aymone Giscard d'Estaing sposa Valéry Giscard d'Estaing il 17 dicembre 1952. Hanno quattro figli: Valérie-Anne (1953), Henri (1956), Louis (1958) e Jacinte (1960-2018).
Anne-Aymone è figlia di François Sauvage de Brantes (1899-1944), tenente-colonnello di cavalleria e membro della Resistenza, morto nel Campo di concentramento di Mauthausen-Gusen l'8 maggio 1944, e della principessa Aymone-Marie-Sylvie-Renée de Faucigny-Lucinge et Coligny (1905-1993), discendente di Charlotte di Borbone, figlia di Carlo di Borbone-Francia e di Amy Brown, la donna che l'erede al trono di Francia avrebbe sposato nel 1806 in Inghilterra. Anne-Aymone è anche imparentata con il designer ed architetto di origini cubana Emilio Terry|José Emilio Terry y Dorticos.
Al padre François era attribuito il titolo di cortesia di conte, in quanto secondogenito del marchese Paul Sauvage de Brantes, quest'ultimo nobilitato per breve pontificia del 19 maggio 1898 di Leone XIII.
Pur essendo di natura timida e riservata, Anne-Aymone Giscard d'Estaing ha svolto il compito di première dame in maniera più incisiva rispetto a Claude Pompidou e soprattutto a Yvonne De Gaulle. Ad esempio, assecondando lo stile inaugurato da Valéry Giscard d'Estaing, Anne-Aymone si è prestata ad accompagnare il marito agli inviti a pranzo che pervenivano da cittadini qualunque, e perfino a porgere gli auguri ai telespettatori in occasione del messaggio presidenziale di capodanno del 31 dicembre 1975, con l'effetto di attirarsi anche qualche critica.
Dal 1983 al 1995, Anne-Aymone Giscard d'Estaing è consigliere comunale di Chanonat (Puy-de-Dôme) il comune dove suo suocero, Edmond Giscard d'Estaing, era stato sindaco dal 1932 al 1947. A Chanonat la coppia Giscard d'Estaing risiedeva presso castello di Varves, messo poi in vendita nell'estate 2008.
Anne-Aymone Giscard d'Estaing organizza ogni anno un ricevimento di beneficenza al Palazzo di Versailles, a beneficio della fondazione per l'infanzia che lei stessa ha fondato nel 1977 e della quale è stata a lungo presidente. Questo evento è stato presieduto in passato da diversi membri di famiglie reali, come Diana Spencer, Rania di Giordania, Paola del Belgio, Silvia di Svezia, Vittoria di Svezia e Bernadette Chirac. Numerose personalità del mondo della politica, dell'arte, del giornalismo, della moda sono invitate ogni anno, ed i fondi raccolti sono destinati alla fondazione.
Per la sua azione nel campo umanitario, il 14 luglio 2003 Anne-Aymone Giscard d'Estaing è stata nominata cavaliere della Legion d'onore.

## Ascendenza
|                                      |                                   |                                                   | Genitori                                                  |  |  | Nonni |  |  | Bisnonni                 |  |  | Trisnonni                      |  |
|                                      |                                   |                                                   |                                                           |  |  |       |  |  | Roger Sauvage de Brantes |  |  | Denis François Paul de Sauvage |  |
|                                      |                                   |                                                   |                                                           |  |  |       |  |  | Roger Sauvage de Brantes |  |  | Denis François Paul de Sauvage |  |
|                                      |                                   | Louise Mosselman                                  |                                                           |  |  |       |  |  | Roger Sauvage de Brantes |  |  |                                |  |
| Paul Marie Joseph Sauvage de Brantes |                                   |                                                   |                                                           |  |  |       |  |  | Roger Sauvage de Brantes |  |  |                                |  |
|                                      |                                   | Louise Marie Françoise Charlotte Lacuée de Cessac | François Jean Chrysostome Charles Girard Lacuée de Cessac |  |  |       |  |  |                          |  |  |                                |  |
|                                      |                                   | Louise Marie Françoise Charlotte Lacuée de Cessac | François Jean Chrysostome Charles Girard Lacuée de Cessac |  |  |       |  |  |                          |  |  |                                |  |
|                                      |                                   | Louise Marie Françoise Charlotte Lacuée de Cessac | Marie Madeleine Françoise Zélie de Montesquiou-Fezensac   |  |  |       |  |  |                          |  |  |                                |  |
| François Sauvage de Brantes          |                                   | Louise Marie Françoise Charlotte Lacuée de Cessac |                                                           |  |  |       |  |  |                          |  |  |                                |  |
|                                      |                                   | Henri Schneider                                   | Eugène Schneider                                          |  |  |       |  |  |                          |  |  |                                |  |
|                                      |                                   | Henri Schneider                                   | Eugène Schneider                                          |  |  |       |  |  |                          |  |  |                                |  |
|                                      |                                   | Henri Schneider                                   | Constance Lemoine des Mares                               |  |  |       |  |  |                          |  |  |                                |  |
| Marguerite Schneider                 |                                   | Henri Schneider                                   |                                                           |  |  |       |  |  |                          |  |  |                                |  |
|                                      |                                   | Eudoxie Carbonel                                  | Louis Amédé Carbonel                                      |  |  |       |  |  |                          |  |  |                                |  |
|                                      |                                   | Eudoxie Carbonel                                  | Louis Amédé Carbonel                                      |  |  |       |  |  |                          |  |  |                                |  |
|                                      |                                   | Eudoxie Carbonel                                  | Marie-Eudoxie Asselin                                     |  |  |       |  |  |                          |  |  |                                |  |
| Anne-Aymone Sauvage de Brantes       |                                   | Eudoxie Carbonel                                  |                                                           |  |  |       |  |  |                          |  |  |                                |  |
|                                      | Charles-Marie de Faucigny-Lucinge | Ferdinand Victor Amédée de Faucigny-Lucinge       |                                                           |  |  |       |  |  |                          |  |  |                                |  |
|                                      | Charles-Marie de Faucigny-Lucinge | Ferdinand Victor Amédée de Faucigny-Lucinge       |                                                           |  |  |       |  |  |                          |  |  |                                |  |
|                                      | Charles-Marie de Faucigny-Lucinge | Charlotte de Bourbon                              |                                                           |  |  |       |  |  |                          |  |  |                                |  |
| Guy de Faucigny-Lucinge              | Charles-Marie de Faucigny-Lucinge |                                                   |                                                           |  |  |       |  |  |                          |  |  |                                |  |
|                                      |                                   | Françoise de Sesmaisons                           | Louis de Sesmaisons                                       |  |  |       |  |  |                          |  |  |                                |  |
|                                      |                                   | Françoise de Sesmaisons                           | Louis de Sesmaisons                                       |  |  |       |  |  |                          |  |  |                                |  |
|                                      |                                   | Françoise de Sesmaisons                           | Cécile de Kergorlay                                       |  |  |       |  |  |                          |  |  |                                |  |
| Aymone de Faucigny-Lucinge           |                                   | Françoise de Sesmaisons                           |                                                           |  |  |       |  |  |                          |  |  |                                |  |
|                                      |                                   | Antonio Terry y Dorticos                          | Tomás Terry y Adan                                        |  |  |       |  |  |                          |  |  |                                |  |
|                                      |                                   | Antonio Terry y Dorticos                          | Tomás Terry y Adan                                        |  |  |       |  |  |                          |  |  |                                |  |
|                                      |                                   | Antonio Terry y Dorticos                          | Teresa Dorticós y Gomez de Leys                           |  |  |       |  |  |                          |  |  |                                |  |
| Natividad Terry y Dorticos           |                                   | Antonio Terry y Dorticos                          |                                                           |  |  |       |  |  |                          |  |  |                                |  |
|                                      |                                   | Grace Maria Dalton Secor                          | George Thomas Dalton                                      |  |  |       |  |  |                          |  |  |                                |  |
|                                      |                                   | Grace Maria Dalton Secor                          | George Thomas Dalton                                      |  |  |       |  |  |                          |  |  |                                |  |
|                                      |                                   | Grace Maria Dalton Secor                          | Hannah Mary Secor                                         |  |  |       |  |  |                          |  |  |                                |  |
|                                      |                                   | Grace Maria Dalton Secor                          |                                                           |  |  |       |  |  |                          |  |  |                                |  |